# Scorpaena cocosensis
Scorpaena cocosensis behoort tot het geslacht Scorpaena van de familie van schorpioenvissen. Deze soort komt voor in het oosten van de Grote Oceaan met name bij de Cocoseilanden op diepten van 57 - 92 m. Zijn lengte bedraagt zo'n 6,2 cm.